# 로버트 미들턴

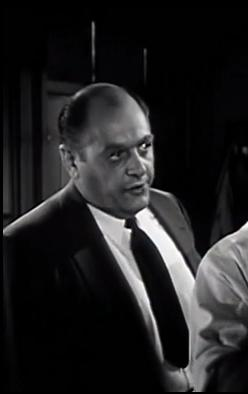

로버트 미들턴(Robert Middleton, 1911년 5월 13일 ~ 1977년 6월 14일)은 미국의 배우, 텔레비전 배우, 영화배우이다.
신시내티에서 태어났으며 엔시노에서 사망하였다. 사인은 심부전이다.

## 영화
- 조로 (1974년)
- 찰리와 써니 (1973년)
- 위치 웨이 투 더 프론트 (1970년)
- 골드 오브 더 세븐 세인츠 (1961년)
- 추격 (1959년)
- 보난자 (1959년)
- 캐리어 (1959년)
- 빛바랜 천사 (1958년)
- 고스트타운의 결투 (1958년)
- 자랑스런 사나이 (1956년)
- 코트 제스터 (1956년)
- 우정어린 설득 (1956년)
- 러브 미 텐더 (1956년)
- 딜론 보안관 (1955년)
- 심판 (1955년)
- 필사의 도망자 (1955년)
- 디즈니랜드 (1954년) - 프랭크 데이비스 역
- 은배 (1954년)